# Jan Palach

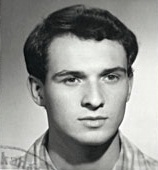
Jan Palach (1968)

Jan Palach (* 11. August 1948 in Prag; † 19. Januar 1969 in Prag) war ein tschechoslowakischer Student, der sich aus Protest gegen die Niederschlagung des Prager Frühlings und gegen die Vorherrschaft der Sowjetunion selbst verbrannte. Er wollte damit, knapp fünf Monate nach dem Einmarsch der Warschauer-Pakt-Staaten in die ČSSR, ein Zeichen gegen die Rücknahme der Reformen der Regierung Alexander Dubčeks und die daraus folgende Lethargie und Hoffnungslosigkeit der tschechoslowakischen Öffentlichkeit setzen.

## Familie und Ausbildung

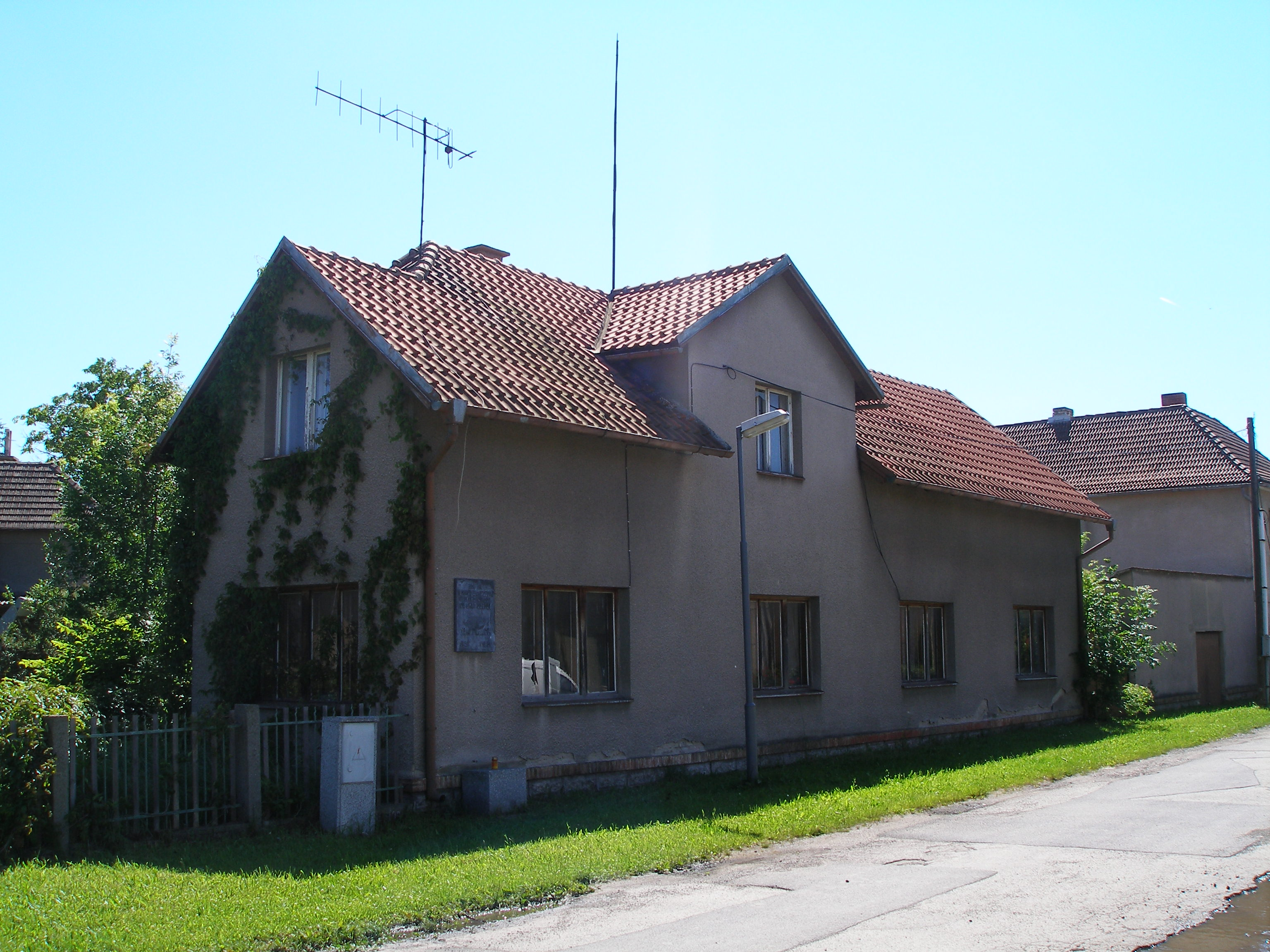
Jan Palachs Elternhaus in Všetaty

Jan Palach wurde am 11. August 1948 in Prag in einem privaten Sanatorium geboren; er wuchs zusammen mit seinem älteren Bruder Jiří (* 1941) in der Kleinstadt Všetaty nördlich von Prag auf. Die Eltern waren Josef Palach und Libuše Palachová, geborene Kostomlatská. Der Vater betrieb seit den dreißiger Jahren einen Süßwarenladen, der jedoch im Jahr 1948 – das Jahr der Geburt Palachs war zugleich das Jahr des kommunistischen Umsturzes in der Tschechoslowakei – verstaatlicht wurde. Josef Palach schlug sich daraufhin als Fabrikarbeiter durch und starb, als sein Sohn Jan erst dreizehn Jahre alt war.
1963 kam Jan auf das Gymnasium in Mělník, wo er 1966 maturierte, um ein Studium aufzunehmen. Obwohl er die Aufnahmeprüfung in Philosophie bestand, konnte er dieses Studium nicht wie beabsichtigt beginnen, da sich zu viele weitere Studenten um einen Studienplatz beworben hatten. Palach studierte daher zunächst einige Semester an der Prager Wirtschaftsschule. Zur Zeit des Prager Frühlings 1968 wechselte er an die Karlsuniversität. Hier kam er mit dem studentischen Protest gegen die Niederschlagung des Prager Frühlings in Berührung, der sich im Herbst 1968 in Streiks äußerte.

## Selbstverbrennung

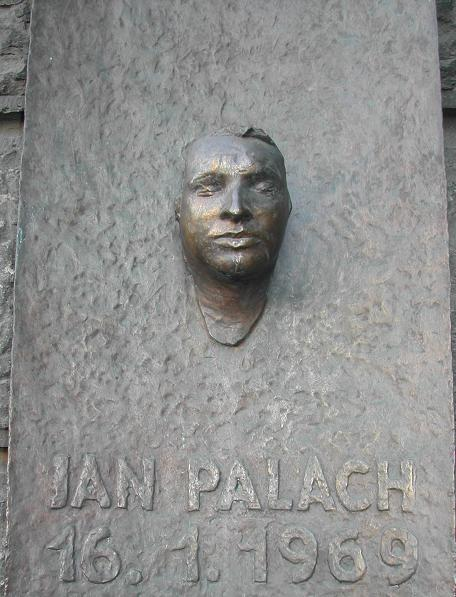
Jan-Palach-Denkmal am Prager Jan-Palach-Platz mit dem Datum der Selbstverbrennung

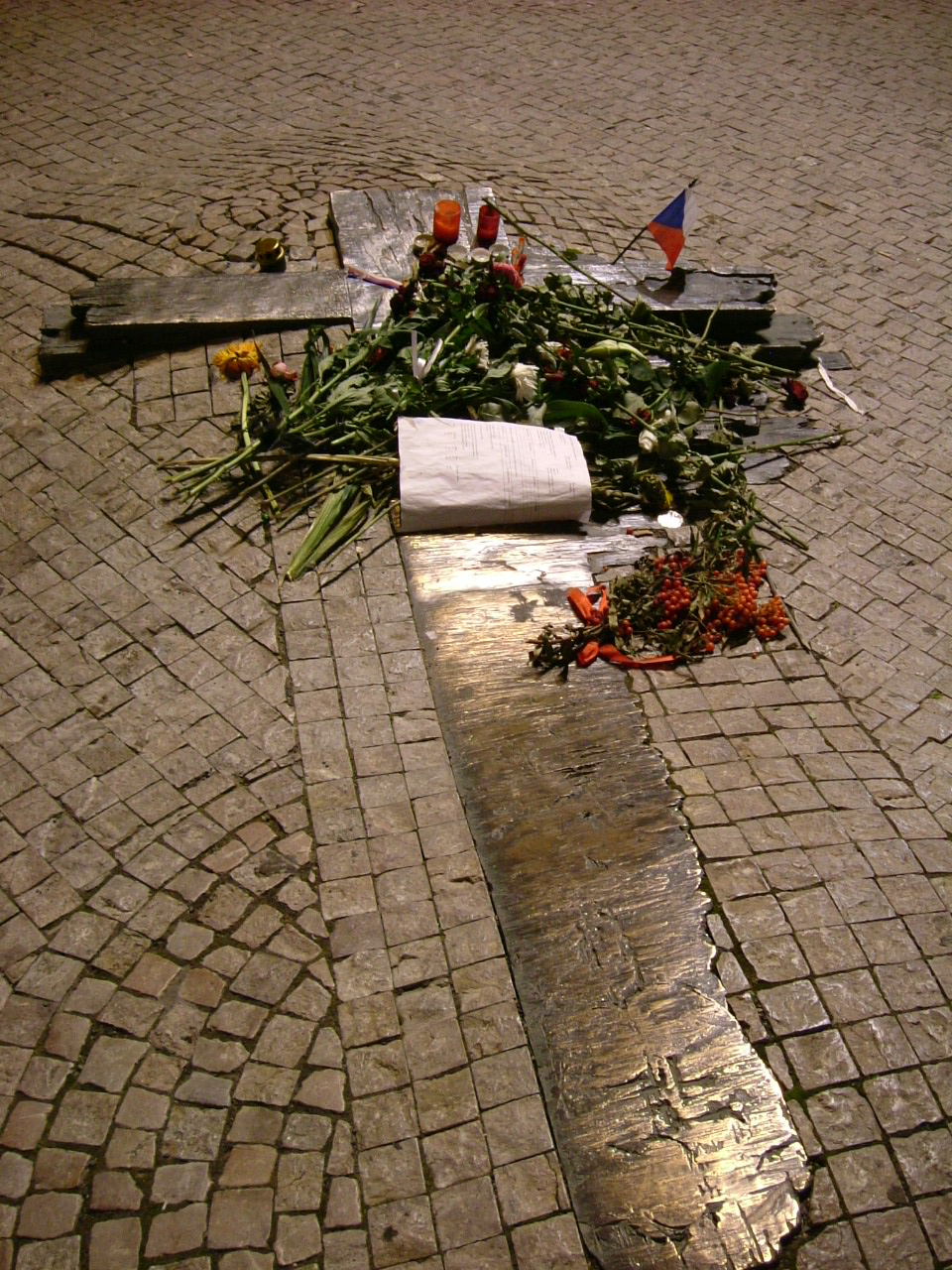
Denkmal für Jan Palach und Jan Zajíc auf dem Wenzelsplatz vor dem Nationalmuseum

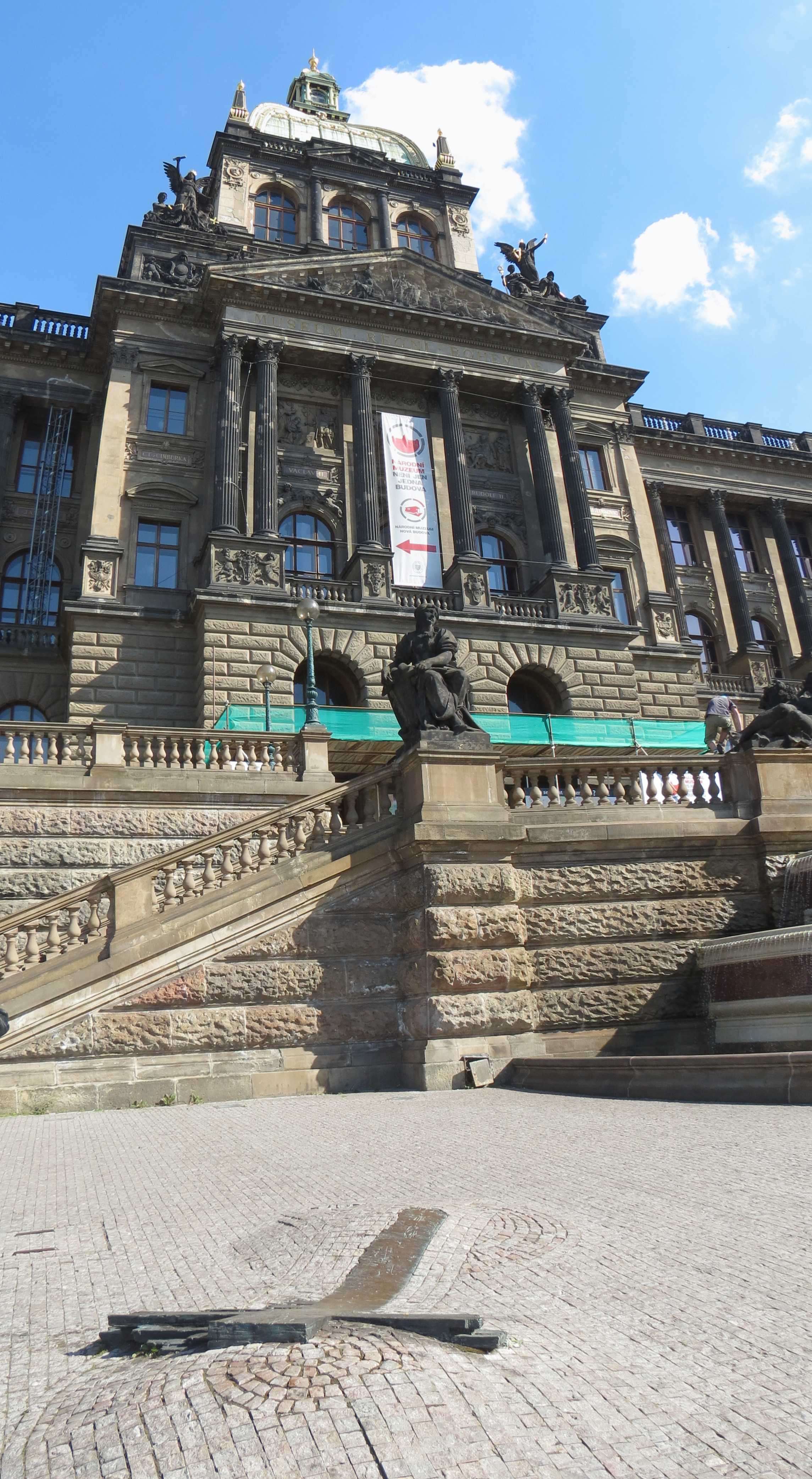
Position des Denkmals vor dem Nationalmuseum

Jan Palach stand am 16. Januar 1969 zwischen 15 und 16 Uhr bei der Treppe des Nationalmuseums, welches den Prager Wenzelsplatz gegen Südosten abschließt, legte dort am Rande des Brunnens seinen Mantel und seine Aktentasche ab, in der sich die Abschrift einer zuvor an seine Verwandten und eine Anzahl seiner Kommilitonen gesandten Nachricht befand, übergoss sich mit dem Inhalt eines Benzinkanisters, entzündete ein Streichholz, stand augenblicklich am ganzen Körper in Flammen und rannte auf den Wenzelsplatz hinaus.
Ein Fahrdienstleiter an der dortigen Straßenbahnhaltestelle sah Palach auf sich zukommen und warf seinen Mantel über ihn, noch während Palach ihn darum bat, mit seinem Mantel die Flammen zu ersticken. Danach fiel Palach auf der Straße zu Boden. Der Fahrdienstleiter begleitete ihn in dem umgehend eintreffenden Krankenwagen, in welchem Jan Palach, der bei Bewusstsein geblieben war, ihm mitteilte, dass das Entzünden seine eigene Tat gewesen sei. Palach erlitt hochgradige Verbrennungen an 85 % der Körperoberfläche. Sein Zustand wurde als sehr ernst bezeichnet.
Palachs Abschiedsbrief wurde nicht offiziell veröffentlicht, aber in der Nacht auf den 20. Januar wurden Plakate an die Wände geklebt, die seinen Wortlaut enthielten:

„Da unser Land davor steht, der Hoffnungslosigkeit zu erliegen, haben wir uns dazu entschlossen, unserem Protest auf diese Weise Ausdruck zu verleihen, um die Menschen aufzurütteln. Unsere Gruppe ist aus Freiwilligen gebildet, die dazu bereit sind, sich für unser Anliegen selbst zu verbrennen. Die Ehre, das erste Los zu ziehen, ist mir zugefallen, damit erwarb ich das Recht, den ersten Brief zu schreiben und die erste Fackel zu entzünden.“

Die Nachricht stellte ferner in Aussicht, dass „weitere Fackeln in Flammen aufgehen würden“, wenn die Zensur nicht wieder aufgehoben und die Verbreitung der Zprávy (Nachrichten), eines unter sowjetischer Kontrolle verfassten und in der DDR gedruckten Nachrichtenblatts, eingestellt werden würde. Über die Gruppe, der Jan Palach angehörte, ist jedoch nie Genaueres bekannt geworden.
Jan Palach erlag am 19. Januar 1969 seinen schweren Verbrennungen. Am Tag davor teilte er einem Arzt mit, dass es seine Pflicht gewesen sei, so zu handeln, und dass er es nicht bereue. Er wiederholte, dass weitere Mitglieder seiner Gruppe vorhanden seien, die bereit seien, ebenso zu handeln wie er. Der Arzt sagte später, Palachs Verstand sei „klar und logisch“ gewesen.
Jan Palach wurde von einer Psychologin der tschechoslowakischen Staatssicherheit verhört. Die Tonbänder dieses Verhörs sind bis heute erhalten geblieben. Auf die Frage „ob es (die Verbrennungen) weh tun würde“ antwortete er: „Genug“.
Nach seinem Tod verlas der Anführer der um diese Zeit streikenden Studenten, Lubomír Holeček, im Radio die Worte, die Palach ihm drei Stunden vor seinem Tod diktiert hatte:

„Meine Tat hat ihren Sinn erfüllt. Aber niemand sollte sie wiederholen. Die Studenten sollten ihr Leben schonen, damit sie ihr ganzes Leben lang unsere Ziele erfüllen können, damit sie lebendig zum Kampfe beitragen. Ich sage euch ‚Auf Wiedersehen‘. Vielleicht sehen wir uns einmal wieder.“

Einige Monate zuvor hatte sich am 8. September 1968 der Pole Ryszard Siwiec während einer öffentlichen Veranstaltung im Warschauer Stadion Dziesięciolecia und in Anwesenheit von hunderttausend Menschen – ebenfalls aus Protest gegen die Niederschlagung des Prager Frühlings – selbst verbrannt. Vier Tage später erlag er im Krankenhaus seinen Verbrennungen. Es ist kaum zu belegen oder zu widerlegen, ob sich Jan Palach ihn zum Vorbild genommen hat, da die Behörden des kommunistischen Polen einen dichten Mantel des Schweigens über das Vorkommnis legten. Zum ersten Mal wurde die Tat Siwiec’ zwei Monate nach Palachs Tod in Radio Free Europe öffentlich gemacht. Auch ein Zusammenhang mit dem Saigoner Mönch Thích Quảng Đức, der sich im Jahr 1963 aus Protest gegen den südvietnamesischen Präsidenten Ngô Đình Diệm selbst verbrannte, entzieht sich einem Nachweis.

## Folgen
Noch am Nachmittag des Todestages von Palach strömten rund 200.000 Menschen auf dem Wenzelsplatz zusammen, um an der Stelle, an der Palach zu Boden gefallen war, Kränze niederzulegen. Unter der Führung von Palachs Kommilitonen begab sich die Menge quer durch die Prager Altstadt zur Philosophischen Fakultät der Karls-Universität, wo sie den Platz vor dem Hauptgebäude der Fakultät – der den Namen „Platz der Roten Armee“ trug – durch das Auswechseln der Schilder in „Jan-Palach-Platz“ umbenannte. Diese Maßnahme wurde von der Staatsführung umgehend rückgängig gemacht, so dass eine offizielle Umbenennung erst nach der Samtenen Revolution von 1989 erfolgte.
Alexander Dubček erlitt auf die Nachricht von Palachs Tod einen Nervenzusammenbruch. Die Sowjetunion zog es vor, diesen Vorfall nicht zu kommentieren, wenngleich die TASS von einer „antisozialistischen Provokation“ sprach. Allerdings bemühte sich das Zentralkomitee der KSČ wenig später, die Tat Palachs mit Hilfe einer offiziellen Erklärung herunterzuspielen; bereits zuvor war versucht worden, Palachs Tat als die Handlung eines psychisch Kranken oder eines nicht aus freien Stücken handelnden Menschen hinzustellen. In der offiziellen Erklärung wurde behauptet, Palach habe sich eigentlich mit einer – aus Westdeutschland bezogenen – Mixtur überschütten wollen, die auch von Feuerschluckern verwendet wird („Kalte Flamme“) und keine ernsthaften Verbrennungen hätte anrichten können. Jedoch hätten seine Kommilitonen ohne sein Wissen die Mixtur durch Benzin ersetzt.
Nach einer Schweigeminute im ganzen Land am 24. Januar und nach feierlicher Aufbahrung in der Karlsuniversität zu den Füßen einer Statue von Jan Hus wurde Palachs Begräbnis zu einer Massendemonstration, an der sich über 10.000 Menschen beteiligten.
Jan Palach wurde zu einem Märtyrer für eine freie Tschechoslowakei und zu einer starken Symbolfigur. Nicht zuletzt deswegen wurde er 1973 auf Druck der tschechoslowakischen Behörden auf den Friedhof der Stadt Všetaty umgebettet, in der zur Vermeidung von Kundgebungen und Gedenkveranstaltungen durchfahrende Züge alljährlich um den 16. Januar herum nicht halten durften und die in dieser Zeit nur eingeschränkt mit dem Auto zugänglich war. Jan Palach wurde erst nach der Samtenen Revolution wieder zurück auf den Olšany-Friedhof in Prag umgebettet.

## Nachahmer
In der Woche nach Palachs Tod nahmen sich in der Tschechoslowakei noch fünf weitere Menschen aus politischen Gründen das Leben, darunter die Studentin Blanka Nacházelová, die sich mit Gas erstickte, was sie, wie sie in einem inoffiziell verbreiteten Abschiedsbrief mitteilte, aus denselben Beweggründen wie Jan Palach tat. Hier veröffentlichte die Regierung in der Absicht, ihre Tat in der Öffentlichkeit herunterzuspielen und ins Gegenteil zu verkehren, einen gefälschten Abschiedsbrief, der behauptete, dass sie zu ihrer Tat durch die Androhung einer Säureattacke gezwungen worden sei, wobei ihr Signal, mit den Selbstmordverrichtungen zu beginnen, das Hupen eines schwarzen Automobils einer westlichen Marke von der Straße aus gewesen sein solle.
Einen Monat später wurde Palachs symbolträchtige Tat von der „Fackel Nr. 2“, Jan Zajíc, ebenfalls auf dem Wenzelsplatz, wiederholt. Im selben Jahr, am 4. April 1969, verbrannte sich Evžen Plocek in Jihlava, womit die Serie der Verbrennungen aufhörte.
Jan Palachs Popularität und möglicherweise ausführliche Schilderungen in den Medien haben dazu geführt, dass sich später mehrere Menschen in Tschechien verbrannt haben bzw. dies versuchten. Am 6. März 2003 verbrannte sich Zdeněk Adamec an derselben Stelle vor dem Nationalmuseum. Adamec bezog sich in einem im Internet veröffentlichten Abschiedsbrief ausdrücklich auf Jan Palach und schrieb in seinem Abschiedsbrief, Demokratie sei nichts weiter als die Herrschaft von Beamten, Geld und Unterdrückern des Volkes.

## Ehrungen

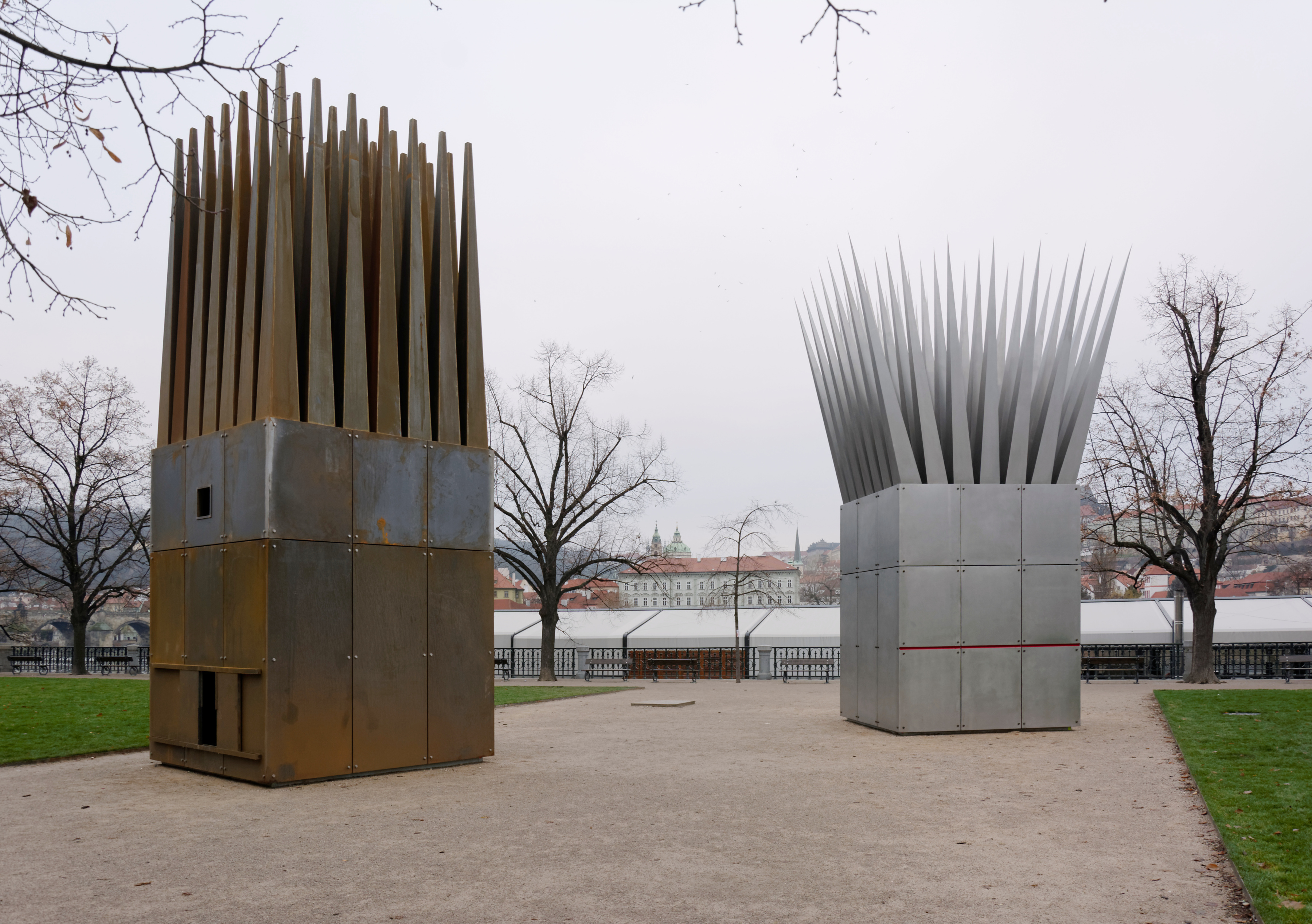
Denkmal auf dem Jan-Palach-Platz in Prag

Bereits am 22. August 1969 benannte der Astronom Luboš Kohoutek einen Asteroiden nach Jan Palach – (1834) Palach. An der Stelle vor dem Nationalmuseum, an der Jan Palach zu Boden fiel, ist heute ein Metallkreuz in das Pflaster eingelassen, das allerdings einige Meter von der eigentlichen Stelle entfernt liegt, da dort eine dreispurige Straße verläuft. Unweit davon befindet sich unterhalb des Wenzelmonuments eine Gedenkstätte für Jan Palach und Jan Zajíc. Das Denkmal stammt von dem Bildhauer Olbram Zoubek.
Am 28. Oktober 1991 verlieh der damalige Staatspräsident Václav Havel an Jan Palach und Jan Zajíc posthum den Tomáš-Garrigue-Masaryk-Orden erster Klasse für ihren Beitrag zur Festigung der Demokratie und Menschenrechte.
Das Grabmal von Jan Palach wurde ebenso wie jenes von Jan Zajíc am 23. November 2019 zum Nationalen Kulturdenkmal Tschechiens erklärt. 2020 wurde vor dem Gebäude der einstigen tschechoslowakischen Föderalversammlung, jetzt ein Teil des Nationalmuseums in Prag, eine an Jan Palach erinnernde Bronzeplastik im rekonstruierten Palach-Pylonen aufgestellt.

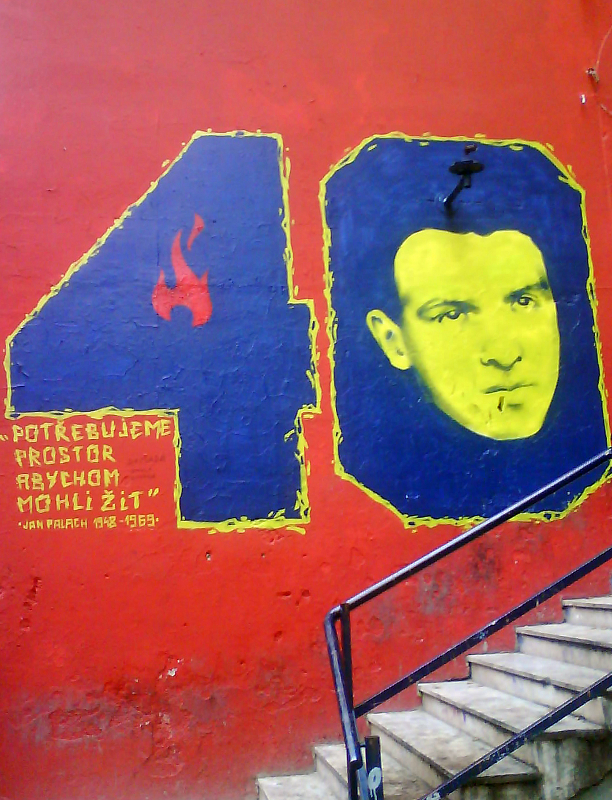
Graffiti am Gebäude des Studentenclubs „Jan Palach“ in Rijeka, Kroatien

Nach Jan Palach sind zahlreiche Straßen und Plätze in Tschechien und vereinzelte in anderen europäischen Staaten benannt. An der Piazza Jan Palach in Rom befindet sich ein am 18. Januar 1970 eingeweihtes Denkmal. Weitere Denkmäler befinden sich in London und Vevey.

## Verfilmung
2013 wurde die Miniserie Burning Bush – Die Helden von Prag (tschechisch: Hořící keř) von der polnischen Regisseurin Agnieszka Holland gedreht. Sie wurde im Januar 2014 vom ORF gesendet. Beim internationalen Filmfestival in Rotterdam 2013 wurde der Film im Ausland vorgestellt.